# Berdao
Berdao is een bestuurslaag in het regentschap Belu van de provincie Oost-Nusa Tenggara, Indonesië. Berdao telt 4161 inwoners (volkstelling 2010).